# Gmina Holbæk
Gmina Holbæk (duń. Holbæk Kommune) – gmina w Danii w regionie Zelandia.
Gmina powstała 1 stycznia 2007 roku na mocy reformy administracyjnej z połączenia gmin Jernløse, Svinninge, Tornved, Tølløse i starej gminy Holbæk.